# Lachnaea eriocephala
Lachnaea eriocephala är en tibastväxtart som beskrevs av Carl von Linné. Lachnaea eriocephala ingår i släktet Lachnaea och familjen tibastväxter. Inga underarter finns listade i Catalogue of Life.